# Шибуї

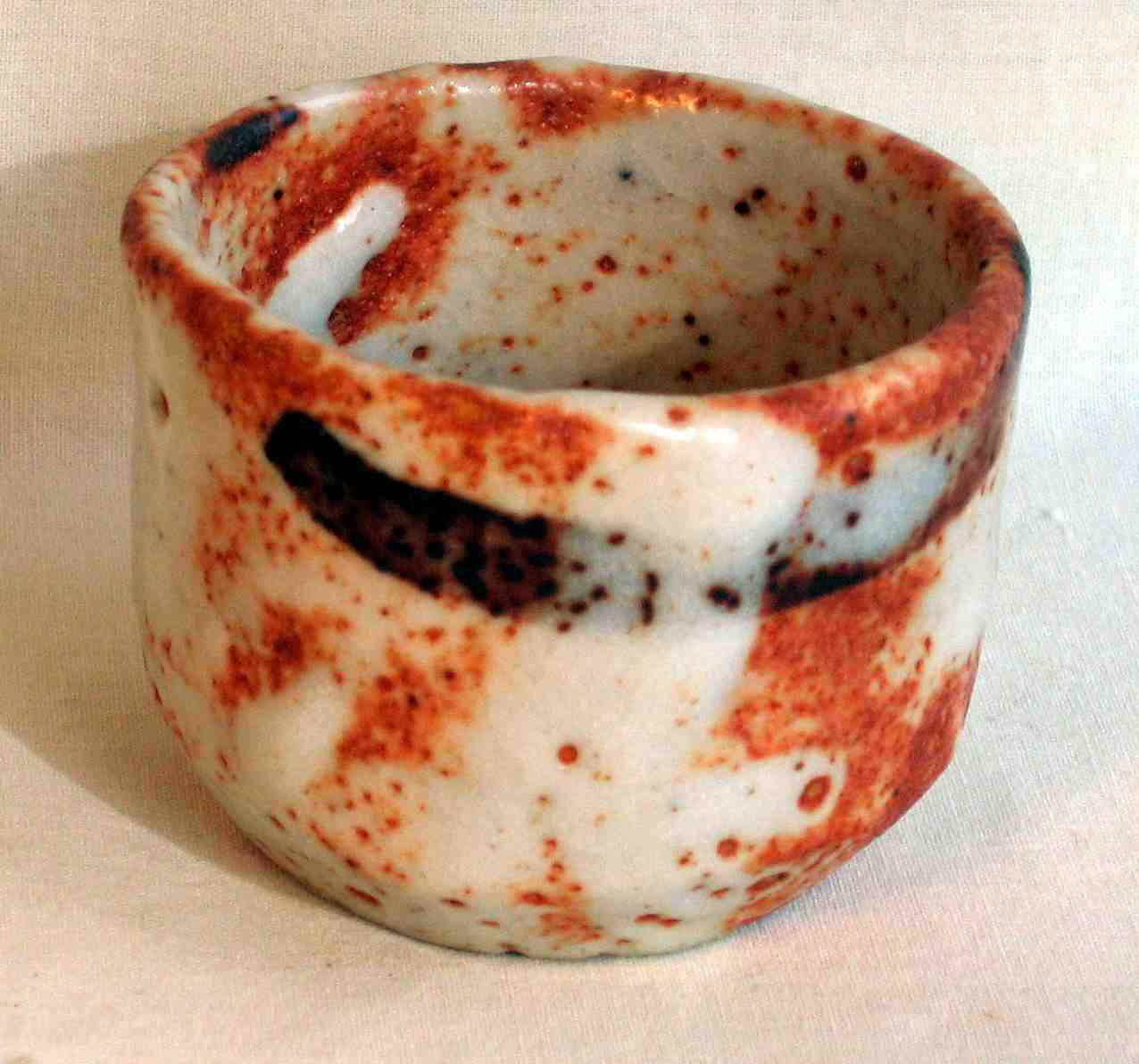
Неправильна форма, текстура та приглушені кольори цієї маленької чашки саке сато ілюструють концепцію шибуї

Шибуї (渋 い) (прикметник), шибумі (渋 み) (іменник) або шибуса (渋 さ) (іменник) — це японські слова, що стосуються естетики простої, тонкої та ненав'язливої краси. Як і інші японські естетичні терміни, такі як ікі та вабі-сабі, шибуї може стосуватися найрізноманітніших предметів, а не лише мистецтва чи моди.
Шибуї — це щось приглушене на вигляд, гарної якості з простих форм, ліній, що створює позачасовий спокій.

## Історія терміна

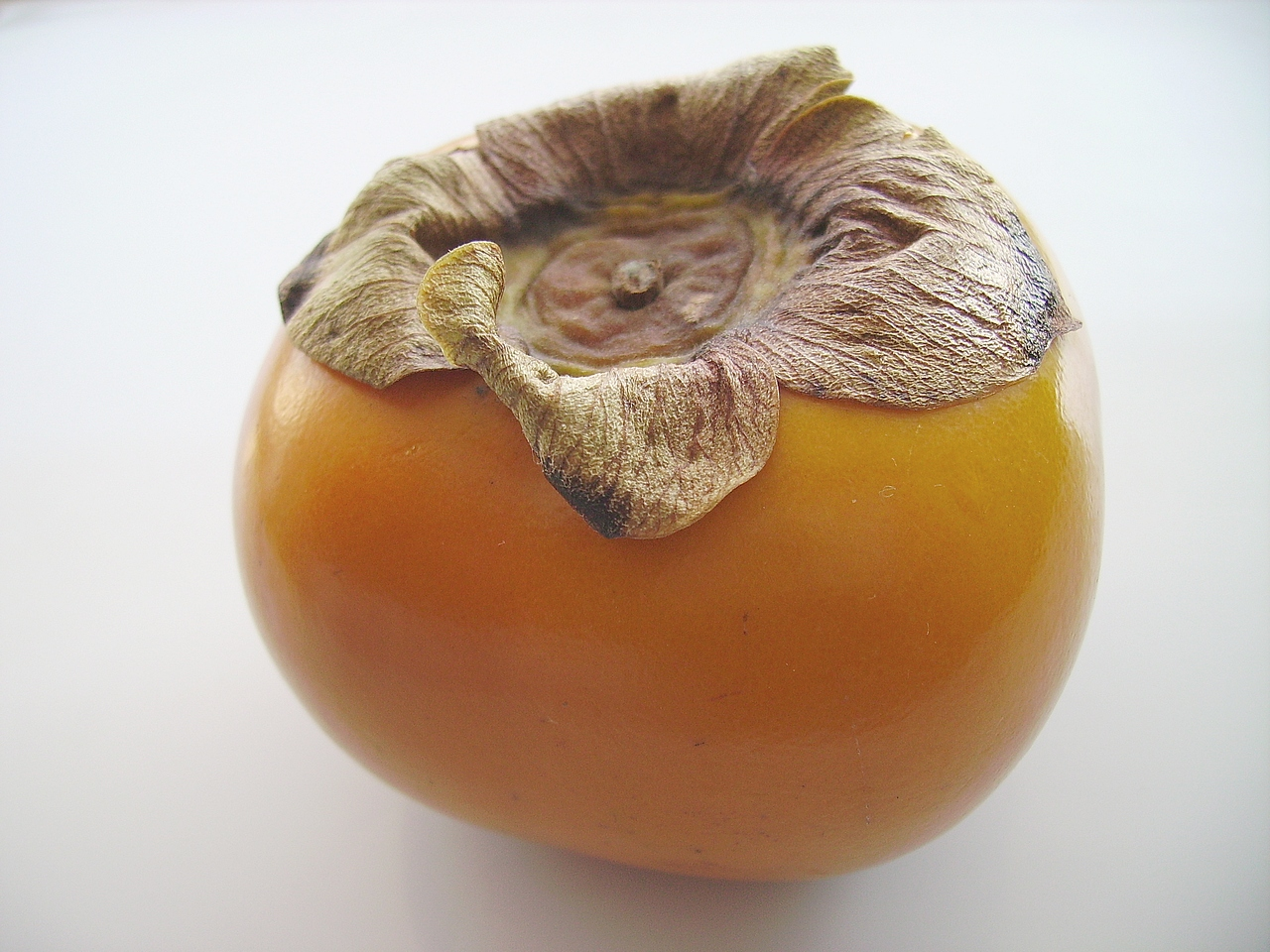
Майже дозрілий шибуї, плід Хурма східна

Зародившись у період Муромачі (1336—1573) як шибуші, цей термін спочатку позначав кислий або терпкий смак, такий як смак незрілої хурми. Шибуї буквальне значення все ще залишається антонімом амай (甘 い), що означає «солодкий».
Однак до початку періоду Едо (1615—1868) цей термін поступово почав позначати приємну естетику. Під час Едо цей термін використовували для позначення будь-чого, що було прекрасним, заниженим, або тим, що саме було таким, яким воно мало бути, а не розробленим. По суті, естетичний ідеал шибуї — красиві події, вистави, люди чи предмети, що безпосередні і прості, а не яскраві.
Поняття шибуї представлено на Заході в серпні та вересні 1960 року в публікаціях американського журналу House Beautiful.

## Характеристики шибуї
- Об'єкти здаються загалом простими, але вони містять витончені деталі, такі як текстури, які врівноважують простоту та складність.
- Цей баланс простоти та складності гарантує, що людина не втомлюється від об'єкта шибуї, але постійно знаходить нові значення та збагачену красу, що з часом збільшує його естетичну цінність.[3]
- Шибуї проходить тонку межу між протилежними естетичними концепціями, такими як елегантний та грубий, або спонтанний та стриманий.[4]

Колір додається більше для медитації, ніж для видовища. Приглушені кольори, забруднені сірими тонами, створюють сріблястий ефект. (шибуїчі — це металевий сплав білон, який має срібно-сірий вигляд.) При оформленні інтер'єру та фарбуванні сірий додається до основних кольорів, щоб створити сріблястий ефект, який пов'язує різні кольори в узгоджену схему. Залежно від кількості доданого сірого кольори шибуї варіюються від пастельних до темних. Перевага віддається коричневому, чорному та м'якому білому. Тихі монохроми та рідкісний приглушений дизайн забезпечують похмуру безтурботність із відтінком блиску. Іноді як цікавинку додають пляму яскравого кольору.

## Визначення

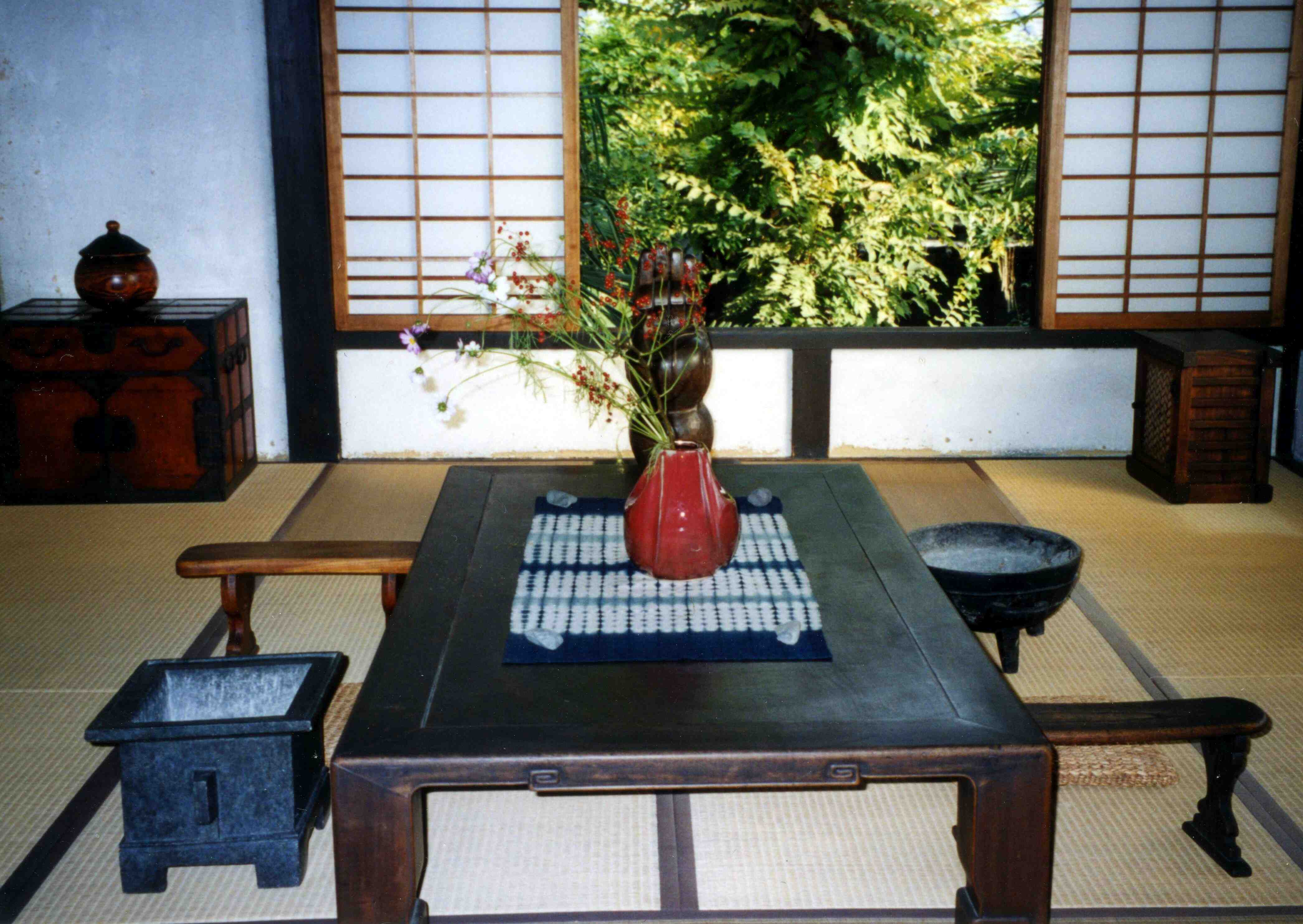
Інтер'єр шибуї будинку Кіото Каваї Канджіро

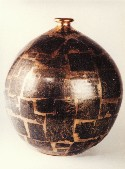
Залізна полива на вазі, Дороті Бернсон, 1983

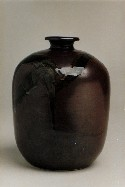
Ваза з глазур'ю «шибуї скромність», Дороті Бернсон, 1988 рік.

Шибуї не слід плутати з вабі-сабі. Хоча багато об'єктів вабі-сабі належить до шибуї, проте не всі об'єкти шибуї є вабі-сабі. Предмети вабі-сабі можуть іноді навмисно перебільшувати недосконалості до такої міри, що можуть здаватися штучними. Предмети шибуї не обов'язково недосконалі або асиметричні, хоча вони можуть включати ці якості.
Сім елементів шибуї — це простота, невиражений зміст, скромність, природність, повсякденність, недосконалість і тиша. Вони запозичені з концепцій, описаних доктором Соецу Янагі (1898—1961), естетиком і куратором музею, опублікованим в японському журналі Kogei між 1930—1940. Аристократична простота шибуї — це вишукане вираження сутності елементів в естетичному досвіді, що приносить тишу. Додаткова елегантність проявляється у неявному спокої з відтінком блиску. Невираженість дозволяє глибині відчуттів проявляти невидиму суть, що пропонує нові значення при кожній зустрічі. Людина з шибуї скромністю розвиває досконалість, витрачаючи час на навчання, перегляд, читання, розуміння, розвиток, мислення, що зливається в применшенні і стишення себе. Натуральність передає спонтанність. Свобода шибуї зберігається у здоровій шорсткості текстури та неправильній асиметричній формі, де центр знаходиться поза всіма конкретними речами, у нескінченності. Повсякденність піднімає звичайні речі на почесне місце, позбавлене всіх штучних і непотрібних властивостей, тим самим даруючи духовну радість — адже сьогодні є кращим, ніж завтра.
Шибуї належить до одного з «чотирьох мірил прекрасного» (сабі, вабі, шибуї, юґен), що описані у книзі Всеволода Овчинникова «Гілка сакури». Якщо запитати японця, що таке шибуй, він відповість: те, що людина з хорошим смаком назве красивим. шибуї, таким чином, означає остаточний вирок у оцінці краси. Протягом століть японці розвинули в собі здатність розпізнавати і відтворювати якості, що визначаються словом «шибуй», майже інстинктивно. шибуї за Овчинниковим — це краса простоти плюс краса природності. Це первородна недосконалість в поєднанні з тверезою стриманістю. Це не краса взагалі, а краса, притаманна призначенню предмета, а також матеріалу, з якого він зроблений. Наприклад, ніж не потрібно прикрашати орнаментом, оскільки в ньому повинна відчуватися гострота леза і добротність гарту. Чашка хороша, якщо з неї зручно і приємно пити чай і якщо вона при цьому зберігає первородну красу глини, що побувала в руках гончаря. При мінімальній обробці матеріалу — максимальна практичність виробу — поєднання цих двох якостей японці вважають ідеалом. Поняття «вабі», «сабі» або «шибуї» кореняться в умінні дивитися на речі як на істоти одухотворені. Майстер дивиться на матеріал не як володар на раба, а як чоловік на жінку, від якої він хотів би мати дитину, схожу на себе, — в цьому відгомін давньої релігії сінто.
Хіросі Мідзуо стверджує, що найкращі зразки шибуї знайдені в звичайних предметах, зроблених для повсякденного використання. Вони, як правило, більш спонтанні та здорові, ніж ті, що роблять для мистецтва.
У творі «Стратегія шибумі» автор, Метью Е. Мей, писав, що «шибумі» позначає ті речі, які є парадоксальними, і одночасно найкраще все і нічого: Елегантна простота. Ефективність без зусиль. Занижена досконалість. Прекрасна недосконалість".

### Виноски
1. 1 2  Dr. Mazhar Hussain; Robert Wilkinson (2006). The Pursuit of Comparative Aesthetics: An Interface Between East and West. Ashgate Publishing, Ltd. с. 227—8. ISBN 978-0-7546-5345-5.
2. ↑  De Garis (5 вересня 2013). We Japanese. Routledge. с. 15. ISBN 978-1-136-18367-6.
3. ↑  Sunamita Lim (2007). Japanese Style: Designing with Nature's Beauty. Gibbs Smith. с. 41. ISBN 978-1-4236-0092-3.
4. ↑  Takie Sugiyama Lebra (1976). Japanese Patterns of Behaviour. University of Hawaii Press. с. 20. ISBN 978-0-8248-0460-2.
5. ↑  I.Heisikk (20 квітня 2018). Саби, ваби, шибуй, югэн. Главные понятия японской эстетики. Ваби-саби (рос.). Архів оригіналу за 11 вересня 2019. Процитовано 19 листопада 2020.